# Mankóc
Mankóc (szlovákul Mankovce) község Szlovákiában, a Nyitrai kerület Aranyosmaróti járásában.

## Fekvése
Aranyosmaróttól 7 km-re északnyugatra, a Sztránka patak völgyében, a Tribecs déli lejtőjén, 230 m magasan fekszik.

## Története
1345-ben "Mangya" alakban említik először. 1393-ban "Manchuz" néven szerepel az írott forrásokban. Nemesek birtoka, majd 1394-ben Gímes várának tartozéka. A 15. században birtokosa, a Forgách család az elefánti pálosoknak adta. 1534-ben 15 portája volt, két évvel később már malmot is említenek a településen. 1601-ben 23 ház állt a községben. 1720-ban 23 adózó portája és malma is volt. 1828-ban 39 házában 254 lakos élt, akik főként mezőgazdasággal foglalkoztak.
Vályi András szerint "MANKÓCZ. Mankóvcze. Tót falu Bars Várm. földes Ura a’ Religyiói Kintstár, lakosai katolikusok, fekszik Velsiczhez nem meszsze, és annak filiája, szőleji gyűmöltsös fákkal meg rakva termékenyek, boraikat helyben is könnyen el adhattyák, földgye réttye, jó, el adásra alkalmatos módgyok a’ szomszéd piatzokon."
Fényes Elek szerint "Mankócz, tót falu, Bars vmegyében, erdős hegyek közt: 218 kath. lak. Földe kevés és sovány, gyümölcse sok; erdeje elég. F. u. a religyiói kincstár, s az elefánti uradalomhoz tartozik. Ut. p. N. Tapolcsán."
A trianoni békeszerződésig Bars vármegye Aranyosmaróti járásához tartozott.

## Népessége
| Év:            | 1994. | 2004.   | 2014.   | 2024.   |
| -------------- | ----- | ------- | ------- | ------- |
| Emberek száma: | 535   | 539     | 535     | 510     |
| Eltérés:       |       | +0,74 % | -0,74 % | -4,67 % |

| Év:            | 2023. | 2024.   |
| -------------- | ----- | ------- |
| Emberek száma: | 516   | 510     |
| Eltérés:       |       | -1,16 % |

1880-ban 246 lakosából 237 szlovák és 1 magyar anyanyelvű volt.
1890-ben 298 lakosából 292 szlovák és 2 magyar anyanyelvű volt.
1900-ban 282 lakosából 275 szlovák és 4 magyar anyanyelvű volt.
1910-ben 322 lakosából 261 szlovák és 46 magyar anyanyelvű volt.
1921-ben 337 lakosából 332 csehszlovák és 5 magyar volt.
1930-ban 365 lakosa mind csehszlovák volt.
1991-ben 505 lakosából 500 szlovák volt.
2001-ben 537 lakosából 529 szlovák volt.
2011-ben 530 lakosából 522 szlovák és 1 magyar.

## Külső hivatkozások
- Községinfó
- E-obce.sk Archiválva 2011. március 17-i dátummal a Wayback Machine-ben